# Grammy Award al miglior album vocale pop tradizionale
Il Grammy Award al miglior album vocale pop tradizionale (Grammy Award for Best Traditional Pop Vocal Album) è un premio assegnato ai Grammy Awards dal 1992.
Il premio viene assegnato ogni anno dal 1992, anche se ha subito due cambi di nome nel corso della sua storia. Nel 1992 il premio era noto come Miglior interpretazione pop tradizionale (Best Traditional Pop Performance), dal 1993 al 2000 il premio era noto come Miglior interpretazione vocale pop tradizionale (Best Traditional Pop Vocal Performance).
Prima del 2001, il Grammy veniva assegnato solo agli artisti che si esibivano; dopo il 2001 è stato assegnato agli artisti, agli ingegneri/mixer, nonché ai produttori, a condizione che abbiano lavorato per oltre il 51% del tempo di riproduzione dell'album. I produttori e gli ingegneri che hanno lavorato a meno del 50 percento del tempo di riproduzione dell'album, così come gli ingegneri di mastering, non vincono un premio, ma possono richiedere un certificato di vincitore.

## Vincitori e candidati

### Miglior interpretazione pop tradizionale (1992)
- 1992
  - Natalie Cole - Unforgettable

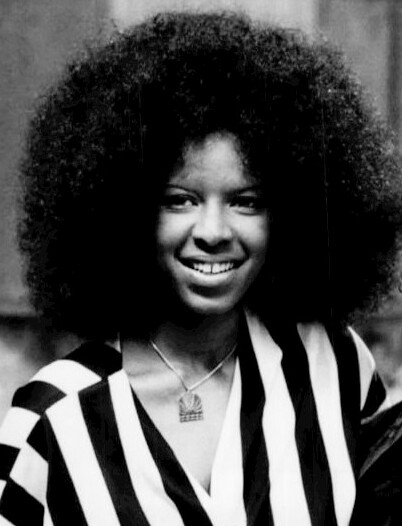
Natalie Cole ha vinto 2 volte in questa categoria.

  - Harry Connick Jr. - Blue Light, Red Light
  - Johnny Mathis - In a Sentimental Mood: Mathis Sings Ellington
  - Diane Schuur - Pure Schuur
  - Barbra Streisand - Warm All Over

### Miglior interpretazione vocale pop tradizionale (1993-2000)
- 1993
  - Tony Bennett - Perfectly Frank
  - Rosemary Clooney - Girl Singer

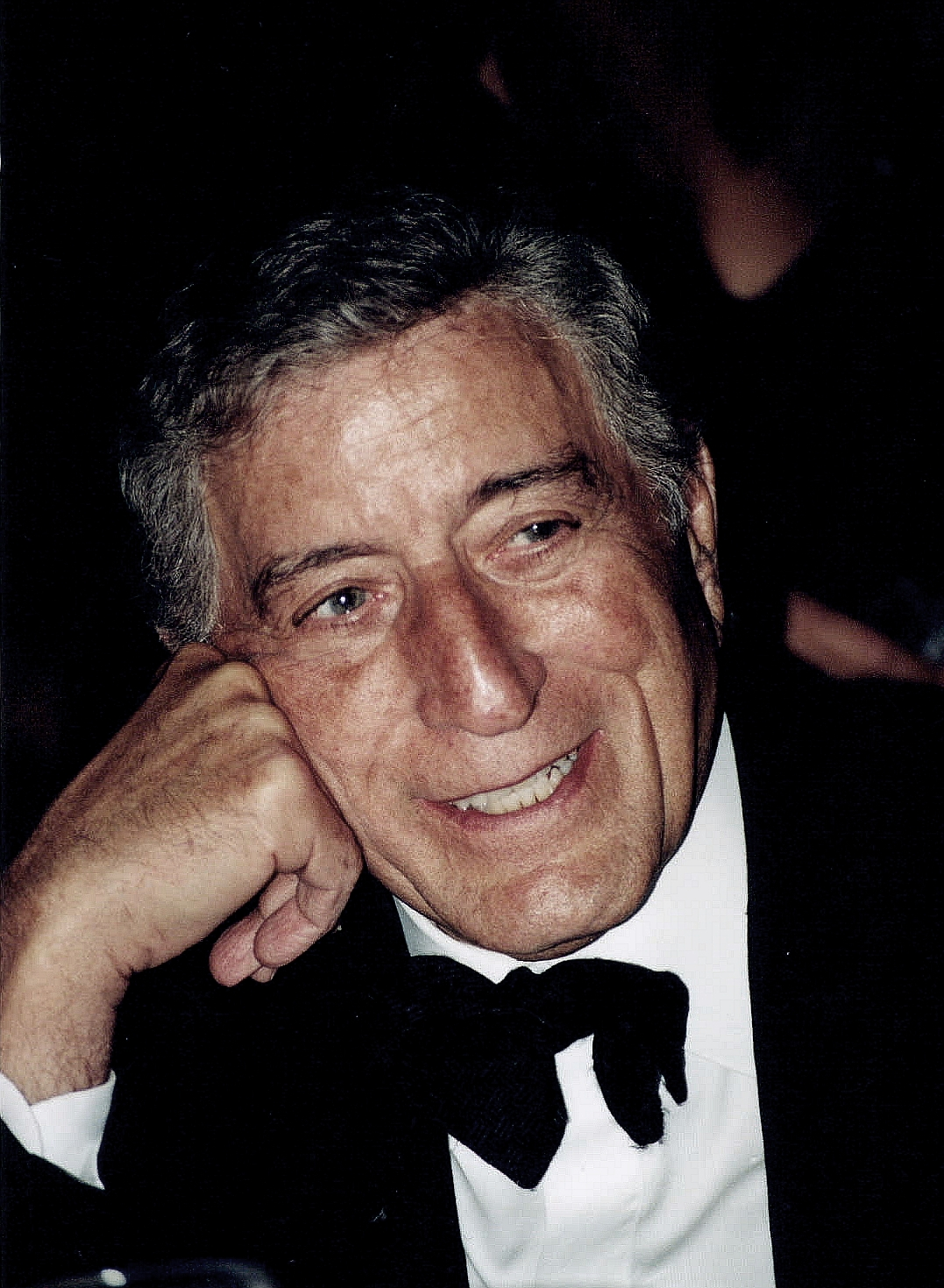
Tony Bennett ha vinto 14 volte, in questa categoria, su 17 candidature.

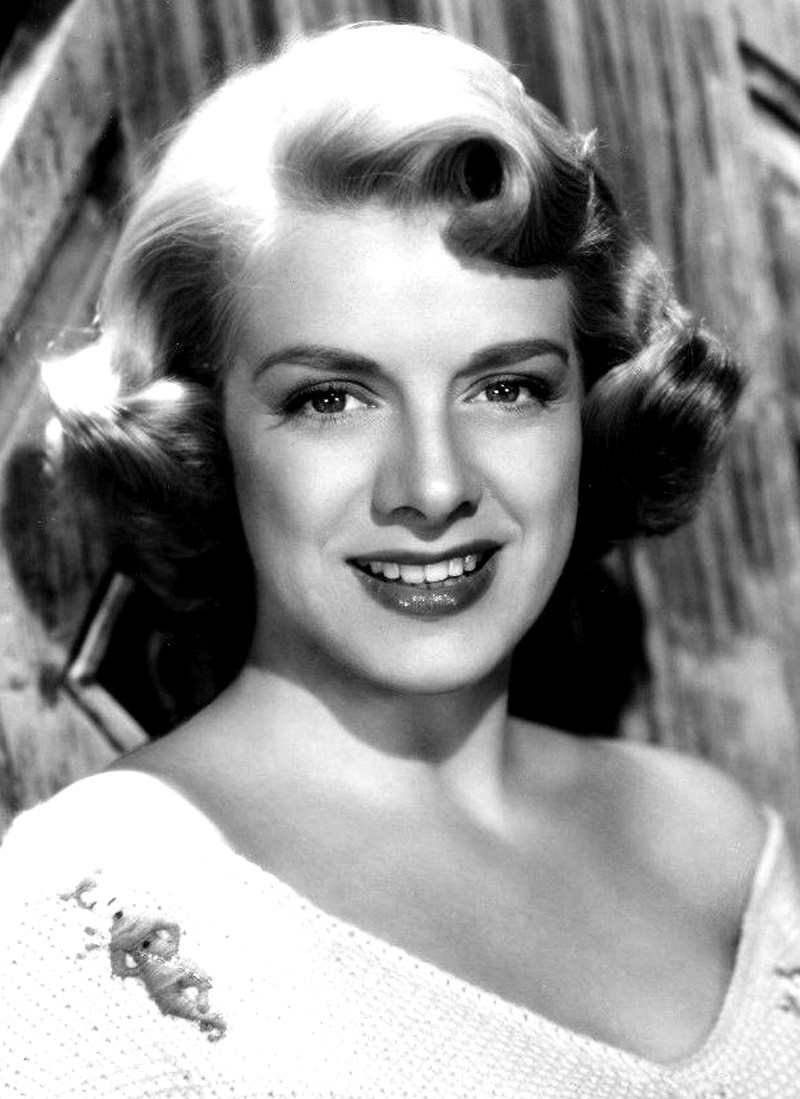
Rosemary Clooney ha ricevuto 7 candidature in questa categoria.

  - Michael Feinstein - Michael Feinstein Sings the Jule Styne Songbook
  - Bobby Short - Late Night at the Cafe Carlyle
  - Nancy Wilson - With My Lover Beside Me
- 1994
  - Tony Bennett - Steppin' Out
  - Rosemary Clooney - Do You Miss New York?
  - Michael Crawford - A Touch of Music in the Night
  - Diane Schuur - Love Songs
  - Barbra Streisand - Back to Broadway
- 1995
  - Tony Bennett - MTV Unplugged: Tony Bennett
  - Roberta Flack - Roberta
  - Willie Nelson - Moonlight Becomes You
  - Frank Sinatra - Duets
  - Barbra Streisand - The Concert
- 1996
  - Frank Sinatra - Duets II
  - Julie Andrews - Broadway: The Music of Richard Rodgers
  - Rosemary Clooney - Demi-Centennial
  - Eartha Kitt - Back in Business
  - John Raitt - Broadway Legend
- 1997
  - Tony Bennett - Here's to the Ladies
  - Rosemary Clooney - Dedicated to Nelson
  - Natalie Cole - Stardust
  - Liza Minnelli - Gently
  - Bernadette Peters - I'll Be Your Baby Tonight
- 1998
  - Tony Bennett - Tony Bennett on Holiday
  - Julie Andrews - Here I'll Stay
  - Rosemary Clooney - Mothers & Daughters
  - Bernadette Peters - Sondheim, etc.
  - Carly Simon - Film Noir
- 1999
  - Patti Page - Live at Carnegie Hall: The 50th Anniversary Concert
  - Shirley Bassey - The Birthday Concert
  - Michael Feinstein - Michael & George: Feinstein Sings Gershwin
  - Jack Jones - Jack Jones Paints a Tribute to Tony Bennett
  - Maureen McGovern - The Pleasure of His Company
- 2000
  - Tony Bennett - Bennett Sings Ellington: Hot & Cool
  - Harry Connick Jr. - Come by Me
  - Neil Diamond - The Movie Album: As Time Goes By
  - Barry Manilow - Manilow Sings Sinatra
  - Bobby Short - You're the Top: Love Song of Cole Porter

### Miglior album vocale pop tradizionale

#### Anni 2000
- 2001
  - Both Sides Now - Joni Mitchell
  - As Time Goes By - Bryan Ferry

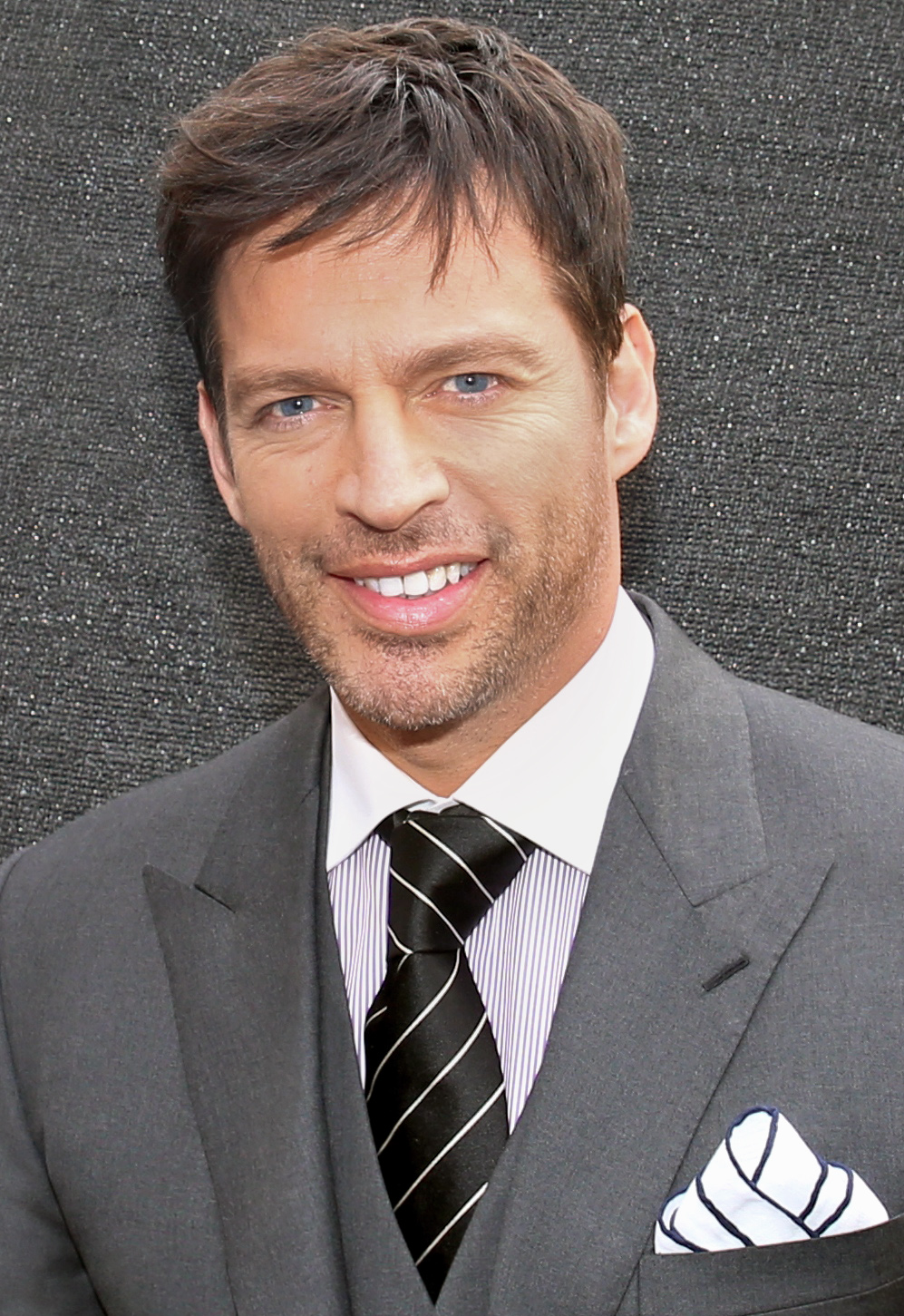
Harry Connick Jr., vincitore nel 2002, ha ricevuto un totale di 6 candidature in questa categoria.

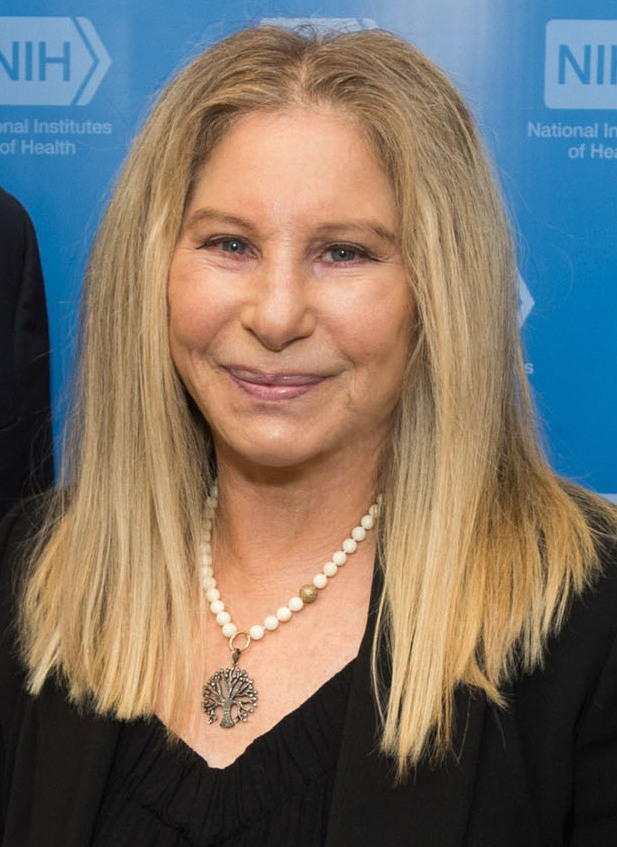
Barbra Streisand ha ricevuto 13 candidature in questa categoria.

  - It's Like This - Rickie Lee Jones
  - Songs from the Last Century - George Michael
  - Timeless: Live in Concert - Barbra Streisand
- 2002
  - Songs I Heard - Harry Connick Jr.
  - Stars and the Moon: Live at the Donmar - Betty Buckley
  - Sentimental Journey: The Girl Singer and Her New Big Band - Rosemary Clooney
  - Romance on Film, Romance on Broadway - Michael Feinstein
  - Keely Sings Sinatra - Keely Smith
- 2003
  - Playin' with My Friends: Bennett Sings the Blues - Tony Bennett
  - Michael Feinstein with the Israel Philharmonic Orchestra - Michael Feinstein
  - Bernadette Peters Loves Rodgers & Hammerstein - Bernadette Peters
  - It Had to Be You: The Great American Songbook - Rod Stewart
  - Christmas Memories - Barbra Streisand
- 2004
  - A Wonderful World - Tony Bennett e k.d. lang
  - The Last Concert - Rosemary Clooney
  - Bette Midler Sings the Rosemary Clooney Songbook - Bette Midler
  - As Time Goes By: The Great American Songbook, Volume II - Rod Stewart
  - The Movie Album - Barbra Streisand
- 2005
  - Stardust: The Great American Songbook, Volume III - Rod Stewart
  - Only You - Harry Connick Jr.
  - Count Your Blessings - Barbara Cook
  - Ultimate Mancini - Monica Mancini
  - Just for a Thrill - Ronnie Milsap
- 2006
  - The Art of Romance - Tony Bennett
  - It's Time - Michael Bublé
  - Isn't It Romantic - Johnny Mathis
  - Moonlight Serenade - Carly Simon
  - Thanks for the Memory: The Great American Songbook, Volume IV - Rod Stewart
- 2007
  - Duets: An American Classic - Tony Bennett
  - Caught in the Act - Michael Bublé
  - Wintersong - Sarah McLachlan
  - Bette Midler Sings the Peggy Lee Songbook - Bette Midler
  - Timeless Love - Smokey Robinson
- 2008
  - Irresponsible - Michael Bublé
  - Cool Yule - Bette Midler
  - Trav'lin' Light - Queen Latifah
  - Live in Concert 2006 - Barbra Streisand
  - James Taylor at Christmas - James Taylor
- 2009
  - Still Unforgettable - Natalie Cole
  - The Sinatra Project - Michael Feinstein
  - Noël - Josh Groban
  - In the Swing of Christmas - Barry Manilow
  - Rufus Does Judy at Carnegie Hall - Rufus Wainwright

#### Anni 2010
- 2010

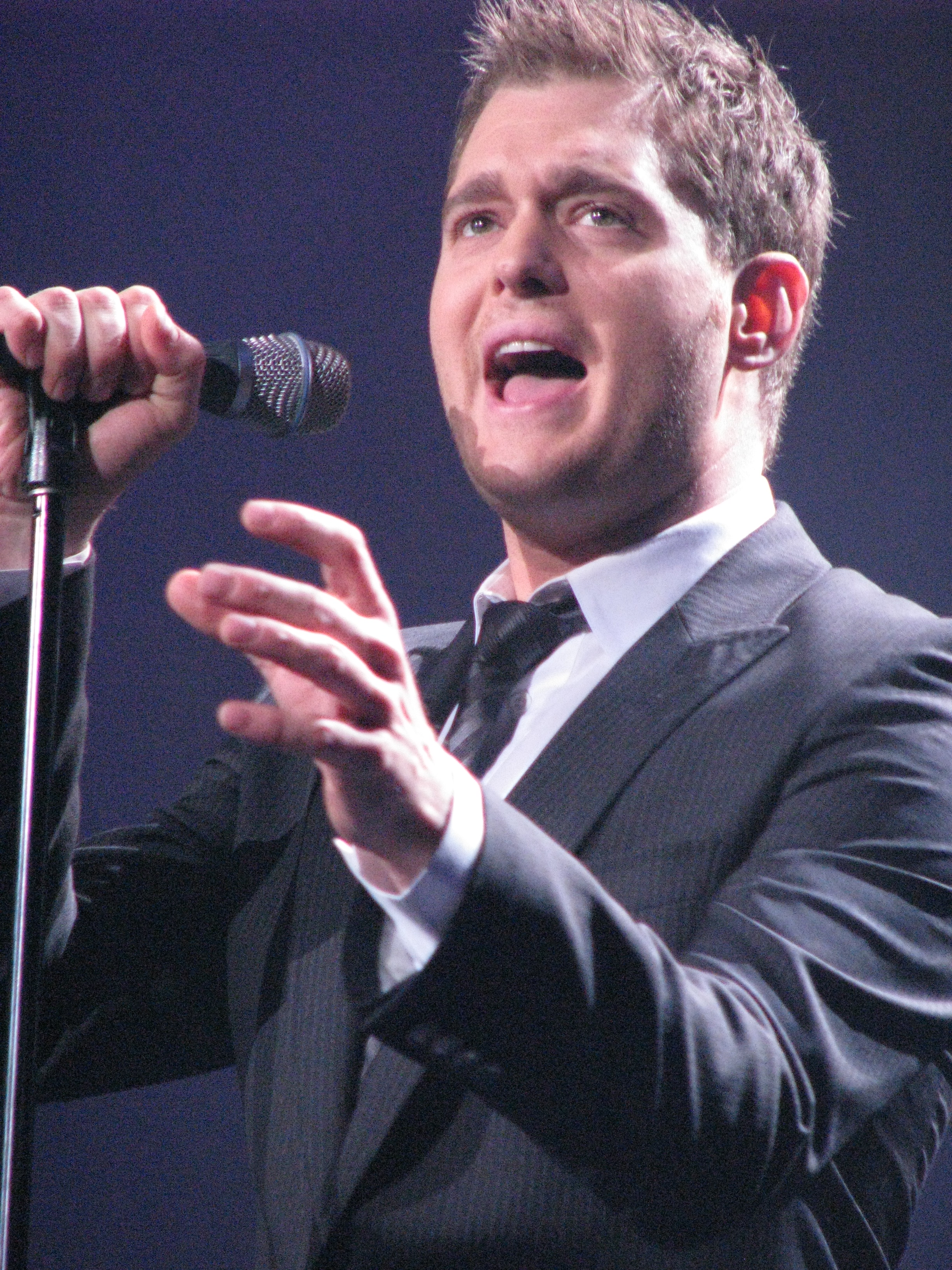
Michael Bublé ha vinto 5 volte in questa categoria.

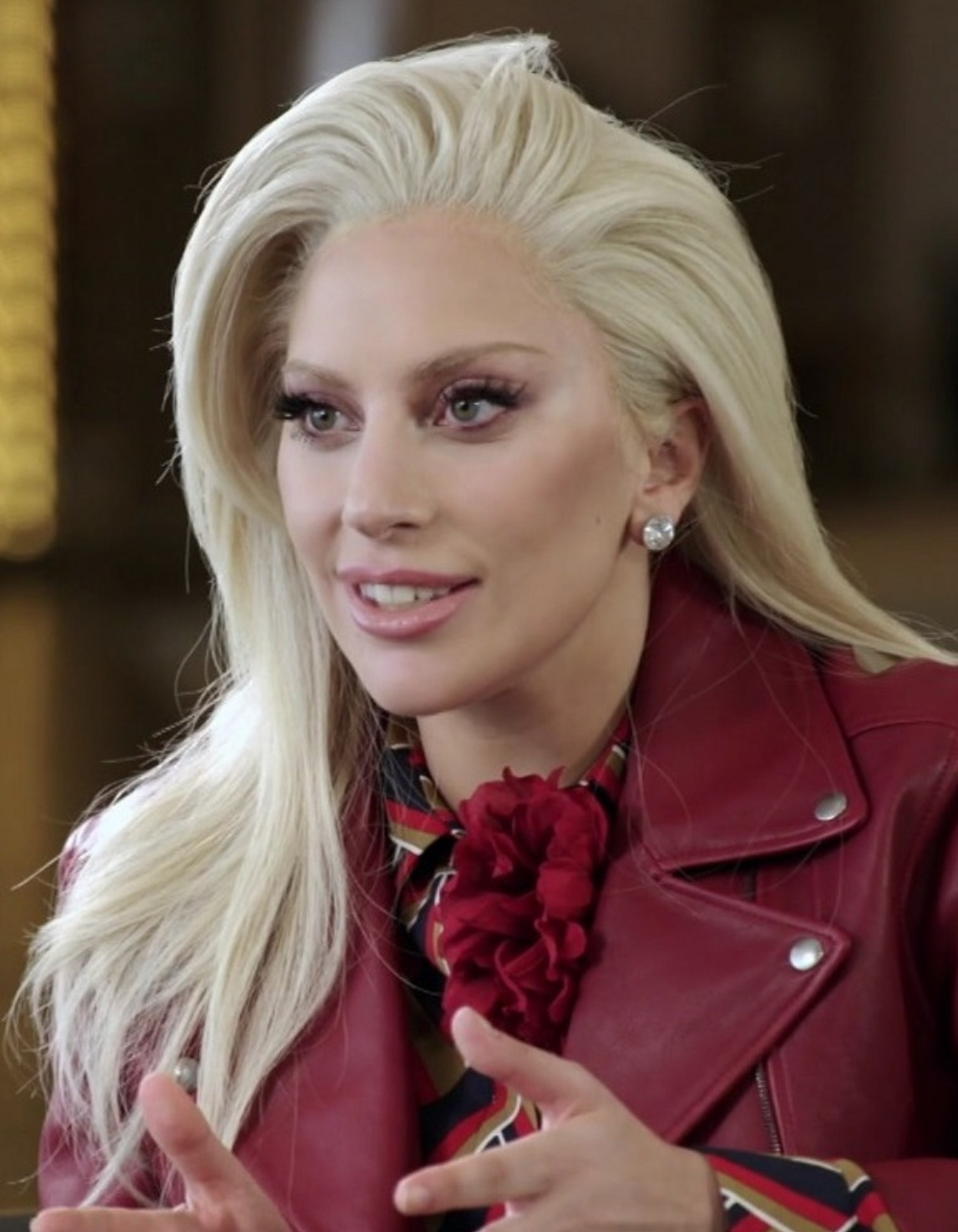
Lady Gaga ha vinto 2 volte in questa categoria.

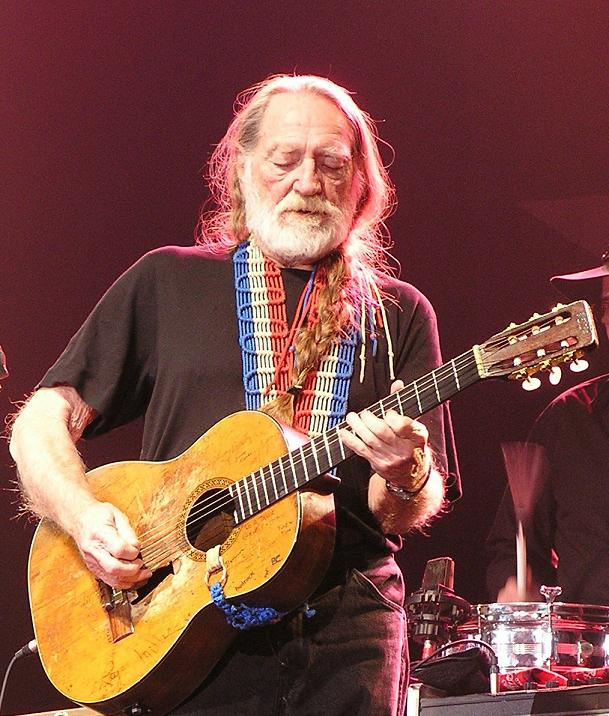
Willie Nelson ha vinto 2 volte in questa categoria.

  - Michael Bublé Meets Madison Square Garden - Michael Bublé
  - A Swingin' Christmas - Tony Bennett
  - Your Songs - Harry Connick Jr.
  - Liza's at The Palace.... - Liza Minnelli
  - American Classic - Willie Nelson
- 2011
  - Crazy Love - Michael Bublé
  - The Greatest Love Songs of All Time - Barry Manilow
  - Let It Be Me: Mathis in Nashville - Johnny Mathis
  - Fly Me to the Moon... The Great American Songbook Volume V - Rod Stewart
  - Love Is the Answer - Barbra Streisand
- 2012
  - Duets II - Tony Bennett
  - The Gift - Susan Boyle
  - In Concert on Broadway - Harry Connick Jr.
  - Music Is Better Than Words - Seth MacFarlane
  - What Matters Most - Barbra Streisand
- 2013
  - Kisses on the Bottom - Paul McCartney
  - Christmas - Michael Bublé
  - A Holiday Carole - Carole King
- 2014
  - To Be Loved - Michael Bublé
  - Viva Duets - Tony Bennett e AA.VV.
  - The Standards - Gloria Estefan
  - Cee Lo's Magic Moment - Cee Lo Green
  - Now - Dionne Warwick
- 2015[1]
  - Cheek to Cheek - Tony Bennett e Lady Gaga
  - Nostalgia - Annie Lennox
  - Night Songs - Barry Manilow
  - Sending You a Little Christmas - Johnny Mathis
  - Partners - Barbra Streisand con AA.VV.
- 2016[2]
  - The Silver Lining: The Songs of Jerome Kern - Tony Bennett e Bill Charlap
  - Shadows in the Night - Bob Dylan
  - Stages - Josh Groban
  - No One Ever Tells You - Seth MacFarlane
  - My Dream Duets - Barry Manilow con AA.VV.
- 2017[3][4]
  - Summertime: Willie Nelson Sings Gershwin - Willie Nelson
  - Cinema - Andrea Bocelli
  - Fallen Angels - Bob Dylan
  - Stages Live - Josh Groban
  - Encore: Movie Partners Sing Broadway - Barbra Streisand
- 2018[5]
  - Tony Bennett Celebrates 90 - AA.VV.; Dae Bennett (produttore)
  - Nobody but Me - Michael Bublé
  - Triplicate - Bob Dylan
  - In Full Swing - Seth MacFarlane
  - Wonderland - Sarah McLachlan
- 2019[6]
  - My Way - Willie Nelson
  - Love Is Here to Stay - Tony Bennett e Diana Krall
  - Nat King Cole & Me - Gregory Porter
  - Standards (Deluxe) - Seal
  - The Music...The Mem'ries...The Magic! - Barbra Streisand

#### Anni 2020
- 2020[7][8]
  - Look Now - Elvis Costello & The Imposters
  - Sì - Andrea Bocelli
  - Love (Deluxe Edition) - Michael Bublé
  - A Legendary Christmas - John Legend
  - Walls - Barbra Streisand
- 2021[9]
  - American Standard - James Taylor
  - Blue Umbrella - Burt Bacharach e Daniel Tashian
  - True Love: A Celebration of Cole Porter - Harry Connick Jr.
  - Unfollow the Rules - Rufus Wainwright
  - Judy - Renée Zellweger
- 2022[10]
  - Love for Sale - Tony Bennett e Lady Gaga
  - Til We Meet Again (Live) - Norah Jones
  - A Tori Kelly Christmas - Tori Kelly
  - Ledisi Sings Nina - Ledisi
  - That's Life - Willie Nelson
  - A Holly Dolly Christmas - Dolly Parton
- 2023[11]
  - Higher - Michael Bublé
  - When Christmas Comes Around... - Kelly Clarkson
  - I Dream of Christmas (Extended) - Norah Jones
  - Evergreen - Pentatonix
  - Thank You - Diana Ross
- 2024[12][13]
  - Bewitched – Laufey
  - To Steve with Love: Liz Callaway Celebrates Sondheim – Liz Callaway
  - Pieces of Treasure – Rickie Lee Jones
  - Holidays Around the World – Pentatonix
  - Only The Strong Survive – Bruce Springsteen
  - Sondheim Unplugged (The NYC Sessions), Vol. 3 – AA.VV.

- 2025[14]
  - Visions – Norah Jones
  - À Fleur De Peau – Cyrille Aimée
  - Good Together – Lake Street Dive
  - Impossible Dream – Aaron Lazar
  - Christmas Wish – Gregory Porter